# Via del Ronco
Via del Ronco si trova a Firenze, tra via Romana e il Giardino di Boboli.
Questa strada prese il nome da un certo Ronco, proprietario di un tiratoio di lana detto del Cavallo. Un figlio di Ronco, Morello, fu alfiere nell'esercito di Cosimo I durante la Guerra di Siena (1554). Fu fatto prigioniero da Piero Strozzi, maresciallo del re di Francia e venne impiccato nel 1555 insieme ad altri, per rappresaglia contro il marchese di Marignano.
Anticamente la via si chiamava via (o chiasso) della Cava, da una cava di pietre che era collocata nella collina di Boboli. Via della Cava, che girava dietro Palazzo Pitti e usciva in via Guicciardini, venne chiusa quando si creò il Giardino di Boboli dopo il 1550.
In via del Ronco si riuniva segretamente Michele di Lando, (già Connestabile dei Balestrieri del Comune, poi Caporale degli Scardassieri di Niccolaio degli Albizi), coi suoi compagni per organizzare il Tumulto dei Ciompi nel 1378.